# Zikobouo
 (avril 2012).
Si vous disposez d'ouvrages ou d'articles de référence ou si vous connaissez des sites web de qualité traitant du thème abordé ici, merci de compléter l'article en donnant les références utiles à sa vérifiabilité et en les liant à la section « Notes et références ».
Les Zikobouo sont un peuple bété vivant dans le département de Gagnoa situé au centre ouest de la Côte d'Ivoire.